# Á Sprengisandi

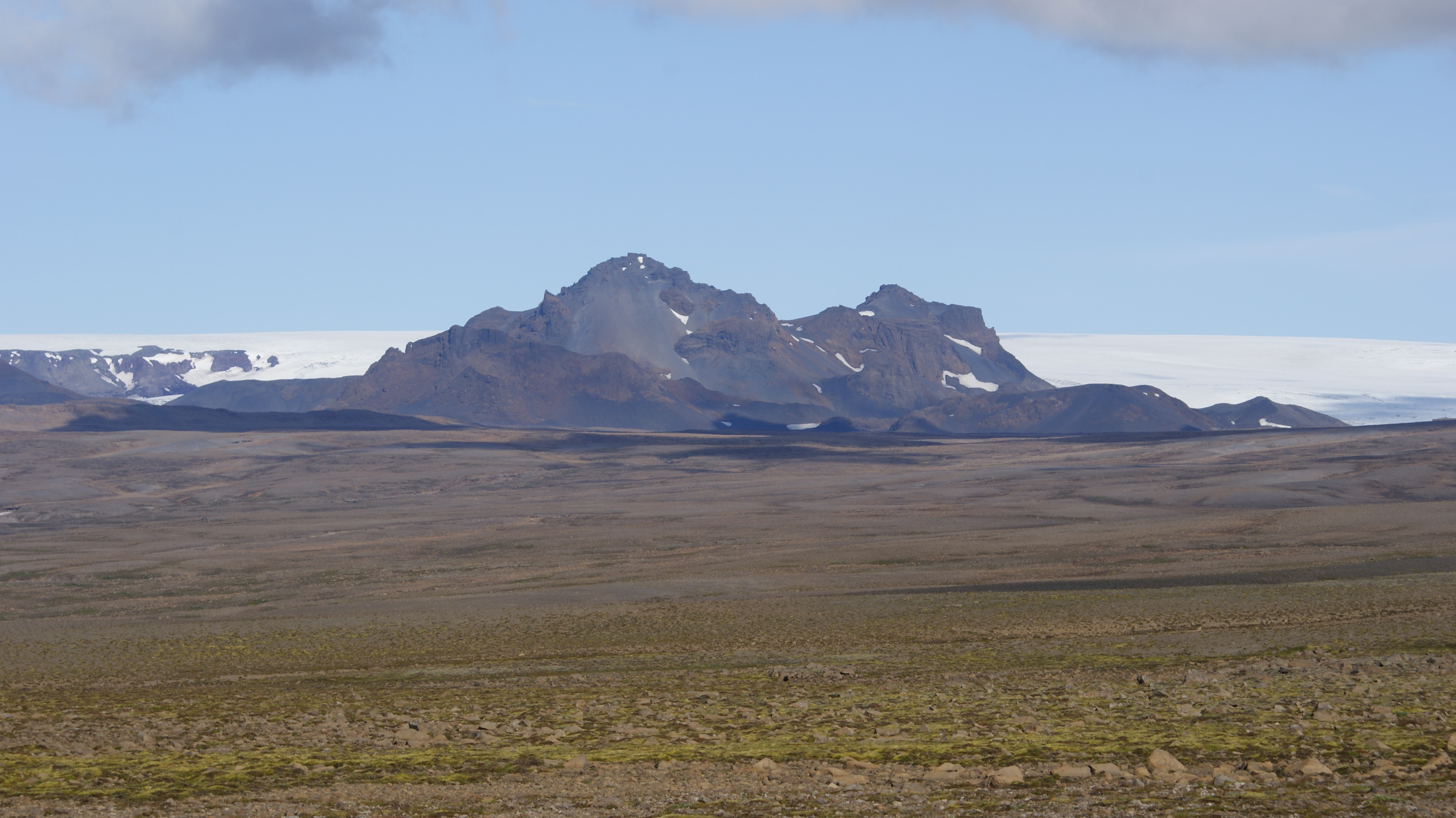
Desierto central en Islandia.

«Á Sprengisandi» es una canción islandesa compuesta por Grímur Thomsen (1820 - 1896). Un caballero atraviesa el desierto central por la pista Sprengisandur y le pide a su montura que en lugar de ir al paso, vaya al trote, porque tiene miedo de encontrarse con elfos.